# Tempio romano di Vic

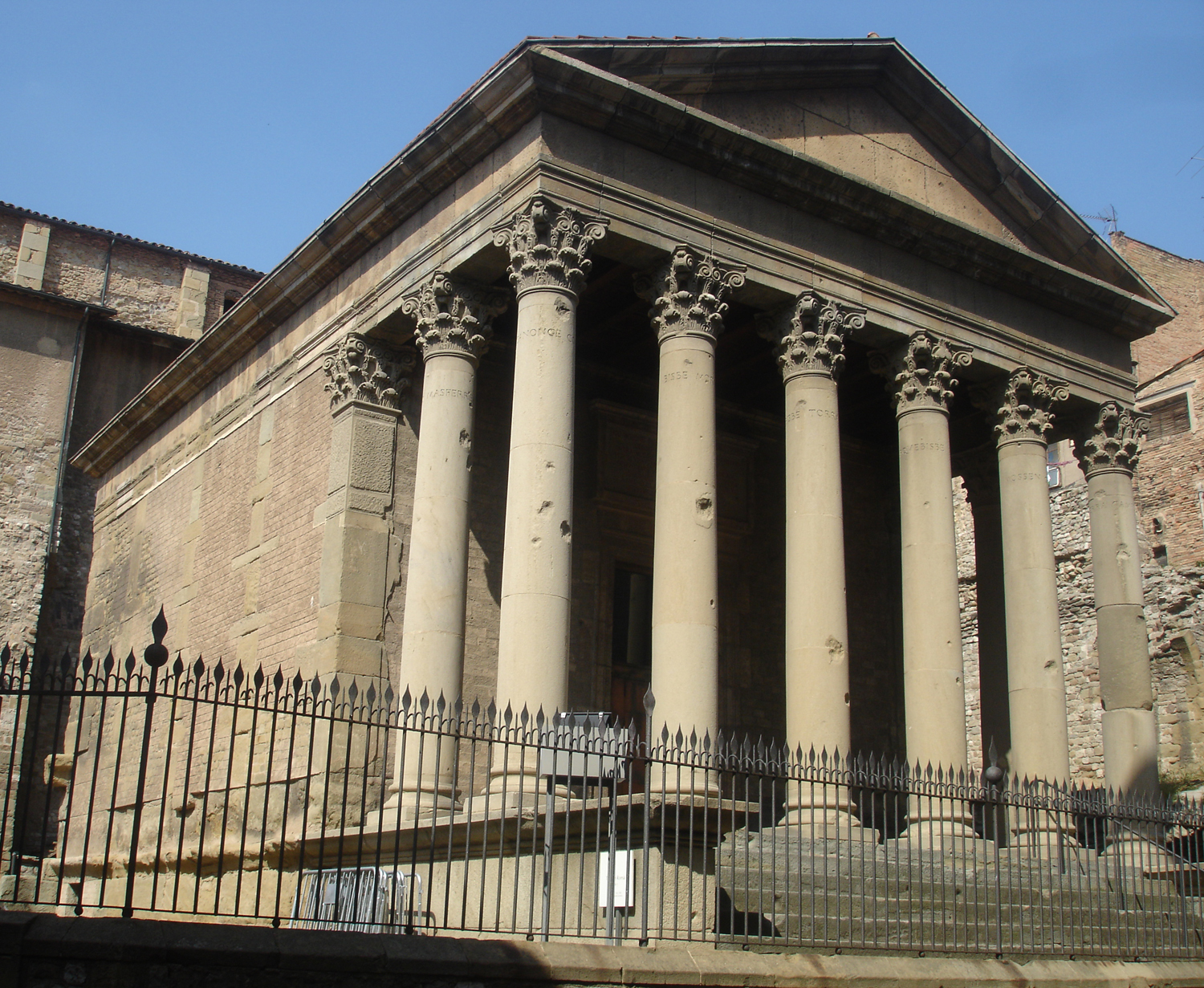
Vista del tempio romano di Vic.

Il tempio romano di Vic è un edificio di culto romano del II secolo situato nella zona alta della città di Vic, in Osona, Catalogna (Spagna).

## Storia
L'edificio venne costruito nei primi anni del II secolo, epoca di grande splendore per l'Impero Romano, e ricopriva un ruolo molto importante nella originaria città romana. Il tempio venne coperto nell'XI secolo quando vi sorse sopra il castello di Montcada, che lo inglobò totalmente. Il castello divenne successivamente la residenza della famiglia dei los Veguers ed un carcere. Nel 1882 il vecchio castello venne distrutto, ma durante l'esecuzione dei lavori uno degli addetti si accorse che dalle macerie faceva capolino un capitello di ordine corinzio.

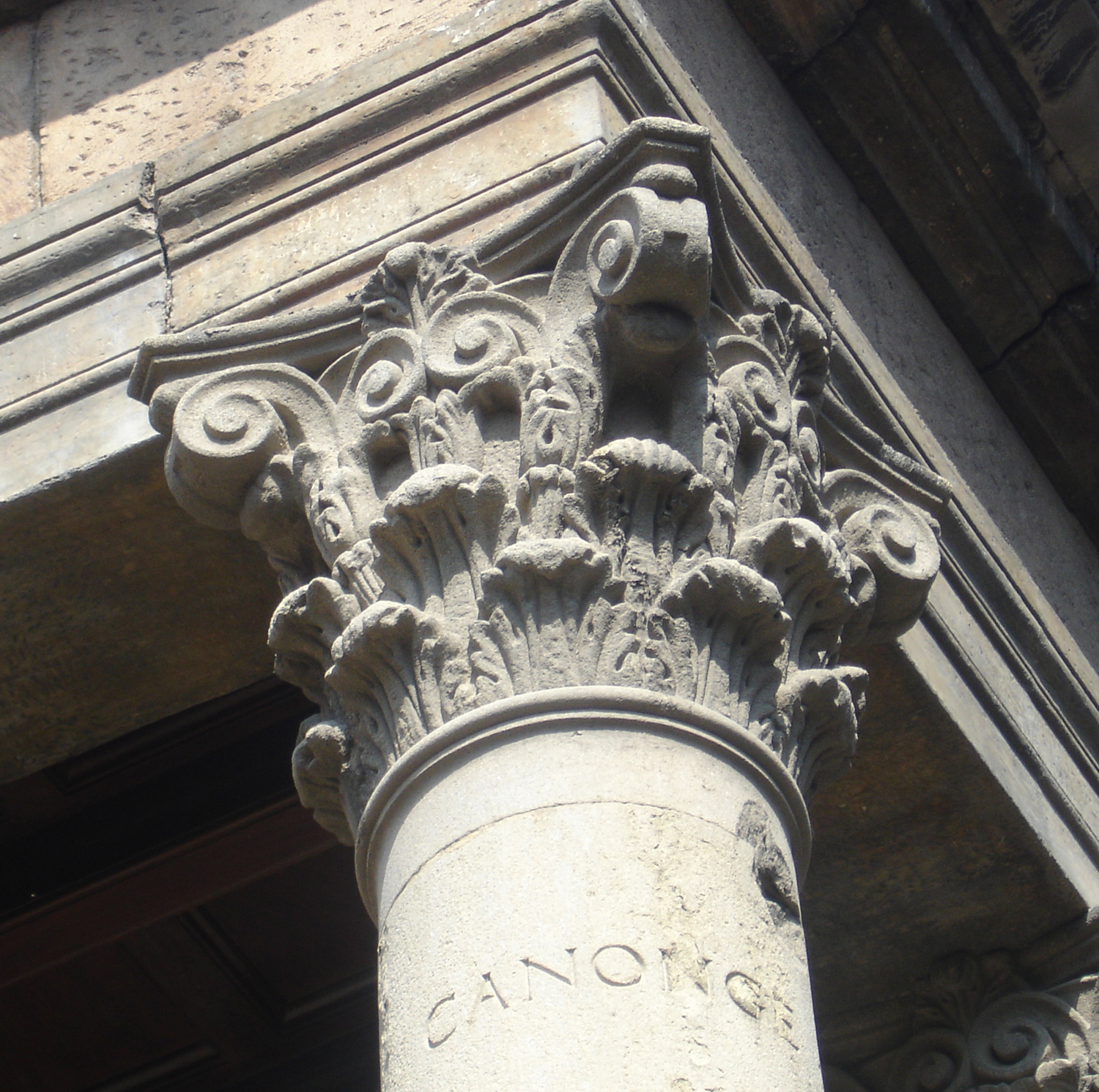
Capitello del tempio.

## Architettura
Il tempio venne ampiamente restaurato alla fine del XIX secolo per via dei diversi usi a cui era stato sottoposto. Il tempio è esastilo, con sei colonne sul fronte principale, che si elevano da un alto podio. Si sono conservate integre anche la trabeazione, il frontone e la cella.